# 迪迪
瓦爾迪爾·佩雷拉（葡萄牙語：Waldyr Pereira，1928年10月8日—2001年5月12日），绰号 迪迪（Didi），巴西前足球运动员，司職中場或前鋒。
他最為人所知的是他發明了許多自由球的技巧，他踢球冷靜而優雅，雖然速度不快，但閱讀球賽的情勢清楚，長傳長射威脅性極高，公認是史上最好的進攻中場之一。
他曾經參加三屆世界杯（1954, 1958, 1962年），在後兩次成功奪冠，成為兩屆世界杯冠軍，更是1958年世界杯決賽的最佳球員和最佳陣容成員之一；職業隊方面，他效力過多間巴西知名球隊，而在1958年世界杯的表現名動天下後，皇家馬德里曾引進他，但由於和皇馬隊長斯蒂法諾不合，僅在歐洲待了一年後就回到巴西，晚年他也曾轉戰秘魯球隊，為他退休後在秘魯職業隊和國家隊的執教鋪好道路。
自球員身分退休後，他又以教練身分成功帶領秘魯首次進入世界杯，秘魯傳奇球星庫比利亞斯是他一手發掘出來的人才，後者的球風也深受迪迪影響。迪迪另執教過多支巴西及海外職業球隊，但除了在土耳其的費內巴切時有兩度獲得聯賽冠軍之外沒有太多成就。

## 荣誉

### 球員

#### 国际
巴西
- 国际足联世界杯： 1958， 1962[2]
- 泛美运动會:1952
- 大西洋杯：1956

#### 俱乐部
博塔弗戈
- 里约州联赛：1957，1961，1962

弗卢米嫩塞
- 里约杯(Copa Rio):1952年

皇家马德里
- 欧洲杯： 1960

#### 个人
- 巴西足球馆名人堂
- 1958世界盃最佳陣容、1958世界盃最佳球員

## 外部連結
- Sambafoot （页面存档备份，存于） (英文)
- 巴西足球馆名人堂 (葡萄牙文)